# Fiescheralp
Fiescheralp is een klein dorp op 2212 meter hoogte, dat ligt in de gemeente Fiesch van het kanton Wallis in Zwitserland. Fiescheralp was vroeger vooral bekend als Kühboden.
Op het volledig autovrije plateau gelegen ten noorden van de Rhônevallei liggen twee andere dorpen: Riederalp en Bettmeralp, samen ook bekend als het Aletschgebied.
Het kan bereikt worden met de in 1966 opengestelde kabelbaan Fiesch - Fiescheralp. Hiermee wordt een hoogteverschil van 1162 meter overbrugd. Vanuit Fiescheralp kan men ook verder stijgen naar de Eggishorn.

## Liften
Fiescheralp wordt bereikt via een kabelbaan vanuit Fiesch. De belangrijkste liften zijn:
| Naam                  | type          | hoogte dalstation | hoogte bergstation | lengte | capaciteit personen/uur | bouwjaar |
| --------------------- | ------------- | ----------------- | ------------------ | ------ | ----------------------- | -------- |
| Fiesch- -alp 1+2      | kabelbaan     | 1074              | 2227               | 2940   | 800                     | 1973     |
| Fiesch- -alp 3+4      | kabelbaan     | 1071              | 2221               | 2937   | 270                     | 1966     |
| Fiescheralp-Eggishorn | kabelbaan     | 2225              | 2879               | 1836   | 495                     | 1968     |
| Heimat                | stoeltjeslift | 1858              | 2301               | 1144   | 1400                    | 2000     |
| Elsenlucke            | stoeltjeslift | 2208              | 2580               | 1240   | 1100                    | 1974     |
| Flesch                | stoeltjeslift | 2208              | 2630               | 1357   | 2400                    | 1993     |
| Trainer 1             | sleeplift     | 2206              | 2264               | 218    | 1200                    | 1987     |
| Trainer 2             | sleeplift     | 2206              | 2264               | 218    | 1200                    | 1987     |
| Laxeralp 1            | sleeplift     | 2135              | 2179               | 396    | 1100                    | 1981     |
| Laxeralp 2            | sleeplift     | 2179              | 2280               | 394    | 1214                    | 1981     |